# Duchy ludzi i zwierząt
Duchy ludzi i zwierząt – trzeci album grupy Waglewski Fisz Emade, tj. Wojciecha Waglewskiego, Fisza i Emade wydany 9 października 2020 roku.

## Lista utworów
1. Ziemia
2. Słowo
3. Na Księżyc
4. Nielegalny kolor
5. Chciałbym
6. Król
7. Pościg
8. O liczeniu
9. Smok
10. Gęby
11. Dobre rzeczy[5][6]

## Historia powstania

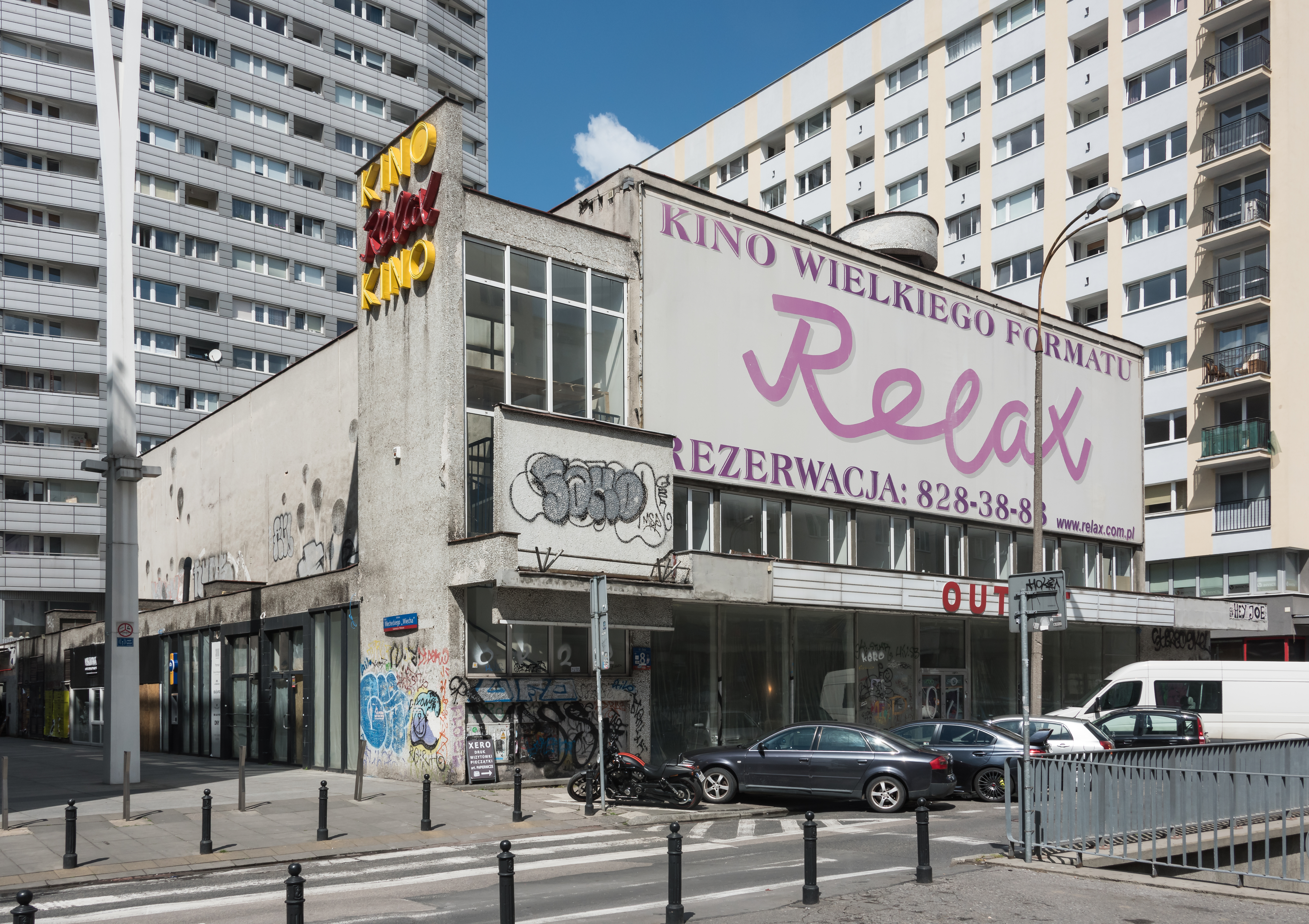
Stołeczne kino „Relax”, miejsce prapremierowego koncertu poprzedzającego wydanie albumu (2020)

Nagrania studyjne do nowej płyty zakończono przed 23 lipca 2020 roku. Prapremierowy koncert odbył się 4 października 2020 roku w Scenie Relax w Warszawie (dawne kino „Relax” w Warszawie). Płytę wydało Mystic Production, ukazała się ona 9 października 2020 roku. Na 30 października 2020 roku zaplanowano premierę albumu na dwóch płytach gramofonowych oraz edycji limitowanej na płycie kompaktowej, której nakład wyniósł 1000 egzemplarzy – każdy egzemplarz został numerowany stemplem i zawiera książeczkę oprawioną w płótno oraz dwie naklejki z duchami zaprojektowane przez Fisza, całość została pomieszczona w dodatkowym pudełku.

## Twórcy
Utwory skomponowali Wojciech Waglewski i Fisz. Gościnnie na płycie wystąpili: Dominik Frankiewicz (wiolonczela), Anna Prokopczuk (altówka, głos), Mariusz Obijalski (fortepian, instrumenty klawiszowe).
Płytę miksował jej producent muzyczny – Emade, za mastering był odpowiedzialny Jacek Gawłowski, realizację płyty powierzono ART2 Music. Zdjęcia do poligrafii albumu oraz promocji singla Ziemia wykonała Weronika Izdebska. 

## Single
Pierwszy singiel Ziemia ukazał się 9 września 2020 roku na antenie Radia Nowy Świat; do utworu powstał czarno-biały teledysk autorstwa Weroniki Izdebskiej. Drugi singiel Na księżyc został udostępniony 28 września 2020 w serwisach stramingowych.